# Rudolf Josef Mentges
Rudolf Josef Mentges (* 16. November 1912 in Pünderich; † 19. Dezember 1964 in Trier) war ein katholischer Priester und Domvikar in Trier.

## Leben und Karriere
Die Priesterweihe empfing der aus Pünderich an der Mosel stammende Mentges am 2. August 1936 in Trier. Seine erste Wirkungsstätte war St. Wendel im nördlichen Saarland, wo er eine Stelle als Kaplan bekam. Im Anschluss daran wirkte er als Diasporaseelsorger im Bistum Hildesheim, um von dort wieder nach Trier zurückzukehren, wo er zunächst wieder als Kaplan arbeitete. Am 16. November 1941 berief man ihn zum Militärdienst, in dessen Folge er in russische Kriegsgefangenschaft geriet. Nach seiner Entlassung berief man ihn im Dezember 1949 zum Domvikar, dann wurde er 1950 Assessor am Bischöflichen Generalvikariat (BGV) in Trier, am 17. Februar 1950 erfolgte seine Ernennung zum Bistumspräses des Priesteranbetungsvereins, im Jahr darauf 1951 wurde er Subregens des Priesterseminars am Rudolfinum in Trier und am 26. Februar 1955 wurde er schließlich Prosynodalrichter am Bischöflichen Offizialat in Trier. Ab dem 22. Juni 1957 wirkte er wieder als Pfarrer in der Pfarrei St. Martin (Trier) und im März 1959 benannte man ihn noch zum Direktor des Gebetsapostolates des Bistums Trier. Nach seinem Tod am 19. Dezember 1964 fand er seine letzte Ruhestätte auf dem Friedhof St. Paulin in Trier.